# یانیس لتارد
یانیس لتارد (انگلیسی: Yannis Letard؛ زادهٔ ۱۸ اوت ۱۹۹۸) بازیکن فوتبال اهل فرانسه است.
از باشگاه‌هایی که در آن بازی کرده‌است می‌توان به باشگاه فوتبال وی‌اف‌آر آلن اشاره کرد.